# Bandera de l'orgull gai de Sud-àfrica
La bandera de l'orgull gai de Sud-àfrica és un símbol d'orgull gai que pretén reflectir la llibertat i la diversitat de la nació sud-africana i construir, en la diversitat, el moviment LGTBI sud-africà. Va ser registrada com la bandera de l'Associació de LGTBI de Sud-àfrica el 2012.

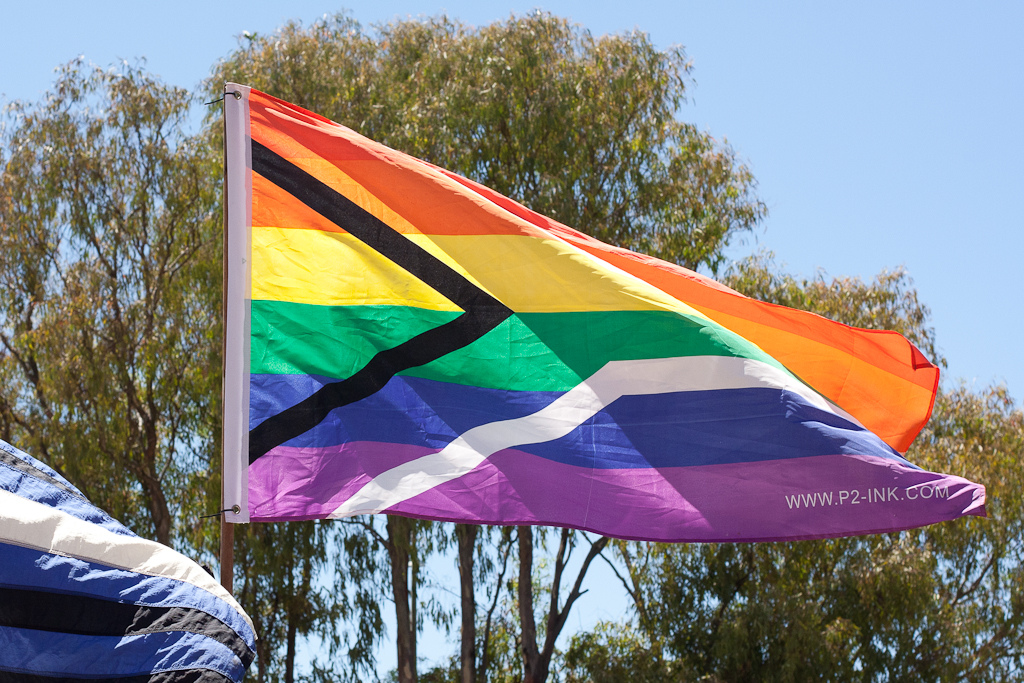
Bandera onejant a l'Orgull de Ciutat del Cap en 2014

Dissenyada per Eugene Brockman, la bandera és un híbrid de la bandera multicolor del moviment LGBTI i la bandera nacional sud-africana creada el 1994, després del final de l'era de l'apartheid. Brockman assenyalà que "realment crec que nosaltres (la comunitat LGTBI) posam el resplendor en la nostra Nació de l'Arc de Sant Martí, i aquesta bandera representa precisament això". Els propòsits establerts de la bandera són la celebració del matrimoni legal entre persones del mateix sexe a Sud-àfrica i el tractament de qüestions com la discriminació, l'homofòbia i les violacions correctives.

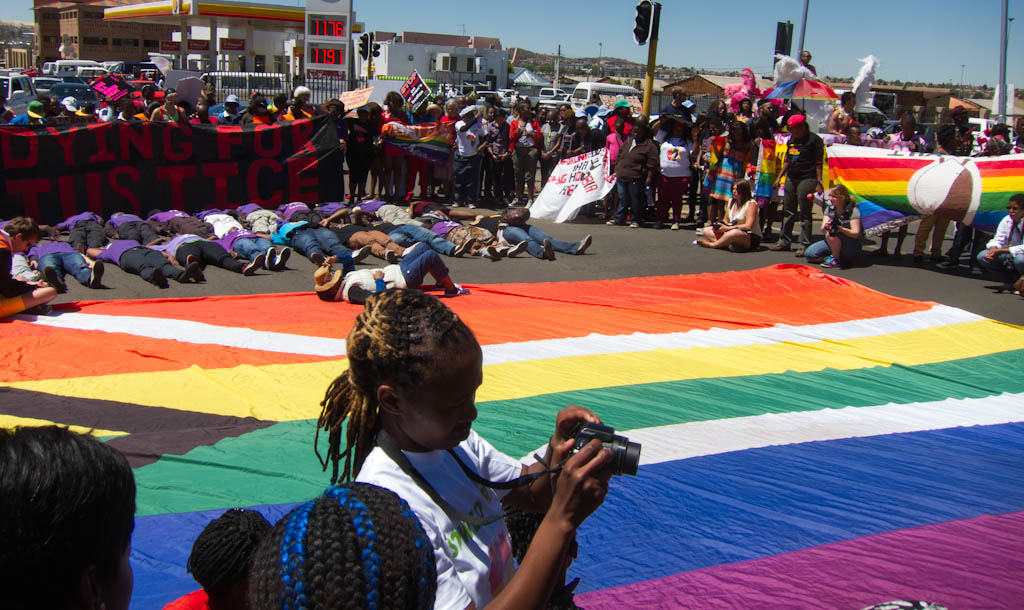
Bandera gegant a l'Orgull de Soweto de 2012, amb els participants protestant contra la violència contra lesbianes

La bandera va ser presentada per primer cop el 18 de desembre de 2010 a la festa anual de disfresses Mother City Queer Project, que es duia a terme a l'estadi de Ciutat del Cap. El 20 de juliol de 2012, la bandera va ser registrada a l'Agència d'Heràldica de Sud-àfrica com a bandera que representa l'Associació LGTBI de Sud-àfrica. No és un símbol nacional oficial per se i tampoc és necessàriament la única versió sud-africana de la bandera d'arc de Sant Martí.